# Whitechapel (London)

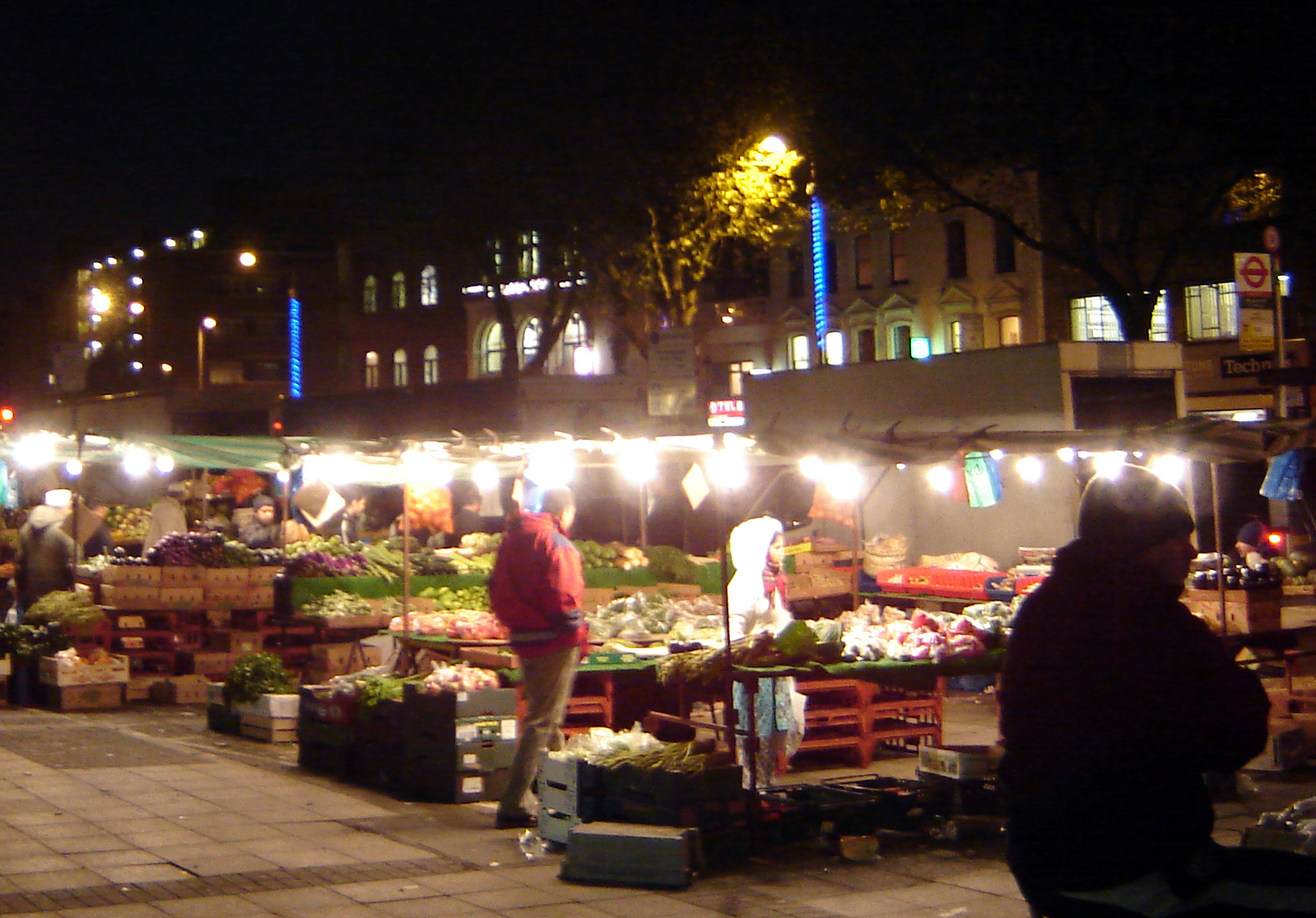
Marktplatz von Whitechapel

Whitechapel ist ein Stadtteil Londons und liegt im  London Borough of Tower Hamlets, dem sogenannten East End. 
Nahe gelegene U-Bahnhöfe der London Underground sind die Bahnhöfe Whitechapel und Aldgate East. 
Der Stadtteil ist bis heute geprägt von Einwanderern, wie etwa an der deutschen Kirche St. Bonifatius sichtbar.
Im 19. Jahrhundert trieb hier Jack the Ripper sein Unwesen.

## Persönlichkeiten
- Henry Goodman (* 1950), Schauspieler
- Paul Day (1956–2025), Sänger
- Sean O’Sullivan (* 1994), Snookerspieler